# Maternus z Kolonii
Matern(us) z Kolonii (zm. ok. 328) – pierwszy biskup Kolonii i trzeci Trewiru, również biskup Tongerenu, apostoł Alzacji, święty Kościoła katolickiego.
Biskup Kolonii imieniem Maternus znajduje się na liście uczestników synodu w Rzymie w roku 313 i w Arles w 314 roku. Prawdopodobnie był bliskim współpracownikiem cesarza Konstantyna. Prawdopodobnie to on był jednym z trzech rozjemców w sporze z donatystami (udokumentowany jest udział biskupa imieniem Maternus).
Według tradycji miał być wysłany do Nadrenii osobiście przez św. Piotra.
Święty Maternus jest orędownikiem w gorączce. Specjalizuje się też w chorobach zakaźnych. Wspomaga bujny wzrost winorośli. Jego wizerunek znalazł się w herbie Lubomierza. Jest patronem lubomierskiego kościoła.
W ikonografii przedstawiany jest z trzema infułami lub z kościołem z trzema wieżyczkami, co symbolizuje trzy biskupstwa. 
Jego wspomnienie liturgiczne w Kościele katolickim obchodzone jest 14 września.
W Limburgu święto trzech pierwszych biskupów Trewiru: Euchariusza, Waleriusza i Maternusa obchodzone jest 11 września.
Od św. Maternusa swą nazwę przed wiekami wzięła wieś Matarnia obecnie jedna z dzielnic miasta Gdańska.